# AEG
„AEG“ (на немски: Allgemeine Elektricitäts-Gesellschaft, „Обща електрическа компания“) е бивша компания от Германия, специализирана в областта на електроенергетиката, електросъоръженията, машиностроенето, а също и на стоките за дома. Преди и по време на Първата световна война е един от най-големите производители на оръжие.
Основана е през 1883 г. от Емил Ратенау в Берлин под името „Германско едисоново общество за приложно електричество“. През 1887 г. е преименувана на Allgemeine Elektricitäts-Gesellschaft. През 1903 г. заедно с Siemens & Halske основат компанията Gesellschaft für drahtlose Telegraphie, System Telefunken (добре известна като Telefunken). През 1918 г. AEG е едната от трите компании, основали немската корабостроителна корпорация Deutsche Werft.
През последните 100 г. никой друг производител не е оказал такова силно влияние в развитието на електроинструментите, както компанията AEG. Историята на AEG е тясно свързана с преносимите електроинструменти. Първият модел е създаден още през 1893 г. за берлинска фабрика, бил тежък и обемист железен инструмент.
През 1970 г. AEG-Telefunken наброява 178 000 служители и е на дванадесето място в списъка на най-големите електротехнически предприятия в света. Започват обаче да се забелязват признаци на криза. Наред с друго, предприятието силно е засегнато от няколко неуспешни проекта, например, строителството на автоматичен багажен конвейер в летището на Франкфурт на Майн и началото на строителство на атомни електростанции. Разработената от фирмата AEG през 1960-те години линия реактори с кипяща вода не намира популярност на пазара. В частност, атомната електростанция Вюргасен, пускането на която се отлага в течение на няколко години вследствие на цяла редица технически проблеми, струва на AEG стотици милиони марки. Наред с подобни технически неудачи, основна причина за провала става хаотичната финансово-планова система на фирмата. Плановата документация била излишно подробна, и поради това – непонятна. Във Франкфурт на Майн се намирал раздут, неефективен централен офис, наброяващ почти 1000 служители. Приходите и разходите в различните сфери на дейност така се отразявали в счетоводството, че в резултат, по вътрешни данни, нито една сфера на дейност не показвала фактическа печалба. Следват дълги години на преструктурирания и реорганизации, продажби на цели предприятия.
След повече от 113-годишна славна история на предприятието, фирмата AEG е заличена от търговския регистър през 1996 г. Търговската марка AEG обаче продължава да се използва от шведската машиностроителна корпорация Electrolux (за битова техника), а също от китайската група компании Techtronic Industries, произвеждаща електроинструменти.